# Elecciones estatales de Chihuahua de 2013
Las elecciones estatales de Chihuahua de 2013 se llevaron a cabo el domingo 7 de julio de 2013, y en ellas fueron renovados los siguientes cargos de elección popular en estado mexicano de Chihuahua:
- 33 diputados del Congreso del Estado. 22 electos por mayoría relativa en cada uno de los Distrito Electorales y 11 electos por el principio de representación proporcional mediante un sistema de lista.
- 67 ayuntamientos. Compuestos por un Presidente Municipal y regidores, electos para un periodo de tres años no reelegibles para el periodo inmediato.
- 67 síndicos. Encargados de la fiscalización de los Ayuntamientos.

## Resultados electorales

### Ayuntamientos

Distribución de los ayuntamientos de Chihuahua por partido político:
Partido Acción Nacional
Partido Revolucionario Institucional
Partido del Trabajo
Empate

Ante el Instituto Estatal Electoral Chihuahua se registraron 24 fórmulas para candidatos a Presidentes Municipales, dando como resultado 17 combinaciones entre partidos políticos. El único partido que no se registró en una coalición/alianza fue Movimiento Ciudadano, seguido por el Partido Acción Nacional, que se registró solo una vez en coalición con el Partido del Trabajo.
En el municipio de Coyame del Sotol hubo un empate entre el PRI y el PAN, obligando así a realizar unas elecciones extraordinarias.
|  | 37.86 % |

|  | 0.13 % |

|  | 1.62 % |

|  | 25.69 % |

|  | 0.53 % |

|  | 12.22 % |

|  | 5.46 % |

|  | 3.07 % |

|  | 3.23 % |

|  | 2.73 % |

|  | 0.01 % |

|  | 0.31 % |

|  | 1.81 % |

|  | 1.88 % |

|  | 0.00 % |

|  | 0.13 % |

|  | 96.67 % |

|  | 3.33 % |

|  | 39.65 % |

Alcaldes electos por municipio
| Municipio               | Candidato                          | Partido | Municipio                | Candidato                      | Partido |
| ----------------------- | ---------------------------------- | ------- | ------------------------ | ------------------------------ | ------- |
| Ahumada                 | Rogelio Acosta Martínez            |         | Janos                    | Rubén Parra Rentería           |         |
| Aldama                  | Leonel Guillermo Gutiérrez Estrada |         | Jiménez                  | José Pilar Flores Martínez     |         |
| Allende                 | Gilberto García Mendoza            |         | Juárez                   | Enrique Serrano Escobar        |         |
| Aquiles Serdán          | Jorge Adán Pérez Pérez             |         | Julimes                  | Narciso Núñez Álvarez          |         |
| Ascensión               | Sergio González Sarabia            |         | López                    | María Patricia Valdés Acosta   |         |
| Bachíniva               | Armando Mendoza Andujo             |         | Madera                   | Pablo Granados Rascón          |         |
| Balleza                 | Jesús Augusto Medina Aguirre       |         | Maguarichi               | Florentino Núñez Quezada       |         |
| Batopilas               | Emilio Bustillos Manjarrez         |         | Manuel Benavides         | Benjamín Enrique Ortiz Ahumada |         |
| Bocoyna                 | Ernesto Estrada González           |         | Matachí                  | Sergio Quezada Antillón        |         |
| Buenaventura            | Juan Pablo Ruíz Solís              |         | Matamoros                | Rubén Rafael Barrón González   |         |
| Camargo                 | Jesús José Sáenz Gabaldón          |         | Meoqui                   | Manuel Duarte Olivas           |         |
| Carichí                 | Cipriano Enríquez Chávez           |         | Morelos                  | Yuren Chávez Bojorquez         |         |
| Casas Grandes           | Humberto Baca Tena                 |         | Moris                    | Manuel Camargo Perla           |         |
| Coronado                | Alejandro de Jesús Olivas Casas    |         | Namiquipa                | Dagoberto Trevizo Tena         |         |
| Nonoava                 | Isidro González Molina             |         |                          |                                |         |
| La Cruz                 | Pablo Domínguez Moriel             |         | Nuevo Casas Grandes      | Jesús Rodolfo Soltero Aguirre  |         |
| Cuauhtémoc              | Heliódoro Juárez González          |         | Ocampo                   | Carlos Emilio Ecarzaga Lozano  |         |
| Cusihuiriachi           | Enrique Estrada Gutiérrez          |         | Ojinaga                  | Miguel Antonio Carreón Rohana  |         |
| Chihuahua               | Javier Garfio Pacheco              |         | Práxedis G. Guerrero     | Rodrigo Acosta Hernández       |         |
| Chínipas                | Hugo Amed Schultz Alcaraz          |         | Riva Palacio             | Salvador Chacón Rivera         |         |
| Delicias                | Jaime Beltrán del Río              |         | Rosales                  | Ezequiel Bueno Torres          |         |
| Dr. Belisario Domínguez | Saúl Carmona Quezada               |         | Rosario                  | Francisco Javier Prieto Chávez |         |
| Galeana                 | Héctor Alan Arreola Lozano         |         | San Francisco de Borja   | Alejandro Parra Quezada        |         |
| General Trías           | Gaspar Armendáriz Granillo         |         | San Francisco de Conchos | Eleazar Valles Villa           |         |
| Gómez Farías            | Manuel Herrera Aguirre             |         | San Francisco del Oro    | Rafael Montoya Villalobos      |         |
| Gran Morelos            | Gilberto Gutiérrez Montes          |         | Santa Bárbara            | Jesús Enrique Núñez Oropeza    |         |
| Guachochi               | José Leobardo Acosta Aguirre       |         | Satevó                   | Mario Álvarez Tarango          |         |
| Guadalupe               | Gabriel Urteaga Núñez              |         | Saucillo                 | Martha Alicia Gandara Acosta   |         |
| Guadalupe y Calvo       | Leopoldo Edén Molina Corral        |         | Temósachi                | Patricio Talantes Montes       |         |
| ̣Guazapares              | Cutberto González Banda            |         | El Tule                  | Matilde Hilario García López   |         |
| Guerrero                | Efraín Hernández Cabellero         |         | Urique                   | Daniel Aaron Silva Figueroa    |         |
| Hidalgo del Parral      | Miguel Jurado Contreras            |         | Uruachi                  | Antonio Ruíz Martínez          |         |
| Huejotitán              | Luis Eliseo Ruíz Gutiérrez         |         | Valle de Zaragoza        | Héctor Daniel González Salcido |         |
| Ignacio Zaragoza        | Florencio Nevárez Franco           |         |                          |                                |         |

#### Ayuntamiento de Chihuahua
|  | 41.40 % |

|  | 50.35 % |

|  | 2.14 % |

|  | 2.49 % |

|  | 0.23 % |

|  | 96.62 % |

|  | 3.38 % |

|  | 37.87 % |

|  | 62.13 % |

#### Ayuntamiento de Ciudad Juárez
|  | 36.84 % |

|  | 53.91 % |

|  | 2.80 % |

|  | 1.99 % |

|  | 1.06 % |

|  | 0.13 % |

|  | 96.73 % |

|  | 3.27 % |

|  | 30.37 % |

|  | 69.63 % |

### Sindicaturas

Distribución de los ayuntamientos de Chihuahua por partido político:
Partido Acción Nacional
Partido Revolucionario Institucional
Partido del Trabajo

|  | 36.29 % |

|  | 0.13 % |

|  | 2.19 % |

|  | 25.93 % |

|  | 0.46 % |

|  | 11.92 % |

|  | 4.81 % |

|  | 3.03 % |

|  | 3.30 % |

|  | 3.31 % |

|  | 0.02 % |

|  | 0.25 % |

|  | 1.56 % |

|  | 2.66 % |

|  | 0.00 % |

|  | 0.15 % |

|  | 96.01 % |

|  | 3.99 % |

|  | 39.77 % |

### Congreso del Estado de Chihuahua

Distribución de los distritos de Chihuahua por partido político:
Partido Acción Nacional
Partido Revolucionario Institucional

|  | 36.38 % |

|  | 9.49 % |

|  | 2.45 % |

|  | 17.16 % |

|  | 15.28 % |

|  | 3.76 % |

|  | 1.76 % |

|  | 2.47 % |

|  | 2.40 % |

|  | 3.43 % |

|  | 5.41 % |

|  | 100 % |